# ك. د. دان
ك. د. دان (بالإنجليزية: K. D. Dunn)‏ هو لاعب كرة قدم أمريكية أمريكي، ولد في 28 أبريل 1963 في فورت هود في الولايات المتحدة.

## وصلات خارجية
- ك. د. دان على موقع مرجع كرة القدم المحترفة.كوم (الإنجليزية)